# Stazione meteorologica di Como
La stazione meteorologica di Como è la stazione meteorologica di riferimento relativa alla città di Como. In passato è stata una stazione della rete del Servizio Meteorologico dell'Aeronautica Militare e dell'Organizzazione Meteorologica Mondiale.

## Storia
Le prime osservazioni meteorologiche nella città di Como vennero effettuate a partire dal 1764 dal padre gesuita Giulio Cesare Gattoni; la sua sede era la torre che attualmente porta il nome del padre gesuita.
La stazione meteorologica moderna venne attivata come osservatorio nel 1881, anno dal quale sono iniziate le osservazioni meteorologiche regolari, entrando a far parte della rete di stazioni della Società Meteorologica Italiana. La stazione successivamente entrò a far parte anche della rete di stazioni dell'Ufficio Centrale di Meteorologia a partire dal 17 aprile 1907.
Nel corso del Novecento la stazione termopluviometrica ha fornito i dati registrati anche al Ministero dei lavori pubblici per la compilazione degli annali idrologici del compartimento di Parma e, tra il 1926 e il 1935, del compartimento di Milano.
Il 7 novembre 1938 la stazione meteorologica è entrata a far parte della rete di stazioni del Servizio Meteorologico dell'Aeronautica Militare e dell'Organizzazione Meteorologica Mondiale, venendo identificata con il codice WMO 16074, divenendo una stazione di seconda classe operativa tra le ore 3 e le ore 18 per l'assistenza alla navigazione aerea. Nei tre anni precedenti, l'Ufficio Presagi dell'Aeronautica Militare raccoglieva invece i dati registrati da una stazione ubicata presso l'idroscalo di Como.
L'8 settembre 1943 venne sospesa la fornitura dei dati al Servizio Meteorologico dell'Aeronautica Militare a causa degli eventi della seconda guerra mondiale, per poi riprendere l'operatività a partire dal 26 giugno 1945.
Il 31 dicembre 1949 la stazione meteorologica cessò la fornitura dei dati all'Aeronautica Militare e conseguentemente all'Organizzazione Meteorologica Mondiale, pur proseguendo la propria attività di stazione climatologica per il servizio idrologico nazionale e per l'ARPA Lombardia a seguito della regionalizzazione del suddetto ente.

## Caratteristiche
La stazione meteorologica si trova nell'Italia nord-occidentale, in Lombardia, nel comune di Como, a 200 metri s.l.m. e alle coordinate geografiche 45°48′N 9°05′E.

## Dati climatologici
In base alla media trentennale di riferimento 1961-1990, la temperatura media del mese più freddo, gennaio, si attesta a +3,7 °C; quella del mese più caldo, luglio, è di +23,4 °C.
Le precipitazioni medie annue sono superiori ai 1.300 mm, mediamente distribuite in 95 giorni, con minimo relativo in inverno e quantitativi abbondanti nelle altre stagioni.
| Como                                                 | Mesi | Mesi | Mesi  | Mesi  | Mesi  | Mesi  | Mesi  | Mesi  | Mesi  | Mesi | Mesi | Mesi | Stagioni | Stagioni | Stagioni | Stagioni | Anno   |
| Como                                                 | Gen  | Feb  | Mar   | Apr   | Mag   | Giu   | Lug   | Ago   | Set   | Ott  | Nov  | Dic  | Inv      | Pri      | Est      | Aut      | Anno   |
| ---------------------------------------------------- | ---- | ---- | ----- | ----- | ----- | ----- | ----- | ----- | ----- | ---- | ---- | ---- | -------- | -------- | -------- | -------- | ------ |
| T. max. media (°C)                                   | 6,8  | 9,0  | 12,9  | 17,2  | 21,1  | 25,6  | 28,5  | 27,2  | 23,7  | 18,1 | 11,7 | 7,8  | 7,9      | 17,1     | 27,1     | 17,8     | 17,5   |
| T. media (°C)                                        | 3,7  | 5,5  | 8,8   | 12,7  | 16,4  | 20,7  | 23,4  | 22,4  | 18,9  | 14,0 | 8,5  | 4,7  | 4,6      | 12,6     | 22,2     | 13,8     | 13,3   |
| T. min. media (°C)                                   | 0,5  | 2,0  | 4,8   | 8,2   | 11,8  | 15,8  | 18,2  | 17,6  | 14,1  | 10,0 | 5,3  | 1,5  | 1,3      | 8,3      | 17,2     | 9,8      | 9,2    |
| Precipitazioni (mm)                                  | 69   | 76   | 117   | 107   | 161   | 134   | 85    | 136   | 116   | 125  | 129  | 63   | 208      | 385      | 355      | 370      | 1 318  |
| Giorni di pioggia                                    | 6    | 6    | 8     | 9     | 12    | 10    | 7     | 9     | 7     | 7    | 8    | 6    | 18       | 29       | 26       | 22       | 95     |
| Eliofania assoluta (ore al giorno)                   | 3,2  | 3,7  | 4,5   | 5,4   | 5,4   | 6,7   | 7,6   | 6,9   | 5,6   | 4,4  | 3,0  | 3,1  | 3,3      | 5,1      | 7,1      | 4,3      | 5,0    |
| Radiazione solare globale media (centesimi di MJ/m²) | 520  | 840  | 1 310 | 1 680 | 1 980 | 2 210 | 2 220 | 1 890 | 1 390 | 950  | 570  | 420  | 1 780    | 4 970    | 6 320    | 2 910    | 15 980 |